# مسؤولية
المسؤولية قيمة من القيم الإنسانية والأخلاقية والقانونية عند الإنسان.

## المعنى
المسؤولية حالُ أَو صفةُ مَنْ يُسْأَلُ عن أَمْرٍ تقع عليه تبعَتُه. يقال: «أنا بريءٌ من مسؤولية هذا العمل». وتطلق أَخلاقيًّا على: «التزام الشخص بما يصدر عنه قولاً أَو عملا». وتطلق قانونًا على: «الالتزام بإِصلاح الخطإِ الواقع على الغير طبقًا لقانون». وقيل: المسؤولية حالة يكون فيها الإنسان صالحًا للمؤاخذة على أعماله وملزمًا بتبعاتها المختلفة.

## أنواع المسؤولية
وللمسؤولية أنواع متعددة:
- المسؤولية الاجتماعية: التزام المرء بقوانين المجتمع ونظمه وتقاليده.
- المسؤولية الأخلاقية: وهي حالة تمنح المرء القدرة على تحمل تبعات أعماله وآثارها، ومصدرها الضمير؛ وكل مسؤوليةٍ قبلناها، وارتضينا الالتزام بها فهي مسؤولية أخلاقية.

## فوائد المسؤولية
- الإخلاص في العمل والثبات عليه.
- كسب ثقة الناس واعتزازهم بالشخص المسؤول.
- المسؤولية تجعل للإنسان قيمة في مجتمع.
- السلوك المسؤول أو المسؤولية هي أن تؤدي العمل المطلوب منك على أكمل وجه في الوقت المحدد. وهذا التعريف للمسؤولية ليس بالأمر الهيِّن الذي يأتي نتيجة صدفة بل نتيجة تربية وإيمان واستعداد وشعور وممارسة لقيمة المسؤولية.

ونقيض المسؤولية ــ اللامسؤولية، تعني الإهمال والتكاسل والتسويف، ولتصبح مسؤولا عليك اتباع مايلي:
- أعرف ما عملك وما هو مطلوب منك.
- أعرف أهمية عملك.
- اشغل نفسك بما أنت مسؤول عنه، فمن اشتغل بغير المهم ضيَّع الأهمَّ.
- لا تجعل عملك روتينيًا.
- لا تؤجل العمل لأن تراكم العمل يصعِّب أداء المهمة.
- أحب عملك يتحسَّن إنتاجك.
- أعط العمل الوقت والجهد الكافييْن.
- لا تكسل، ولا تضجر، فالكسل خمول وفتور في الهمة والضجر ملل وسأم وتبرم وانصراف عن القيام بالعمل.
- الروح الجماعية في إنجاز العمل تساعد على التخفف من ثقله وعلى الإبداع في إنجازه.

إن المسؤولية يمكن تعلمها والتدرب عليها منذ الصغر، فتعليم الأبناء قيم حياتية من شأنها أن تعزز قيمة المسؤولية.
ومنها على سبيل المثال لا الحصر:
- الاهتمام: أن تشعر وتظهر اهتمامك بالآخرين.
- التقدير السليم: أن تستخدم التقدير السليم.
- التعاون: أن تعمل مع الآخرين لتحقيق هدف مشترك.
- الشجاعة: أن تتصرف طبقًا لمعتقداتك بالرغم من الخوف من العواقب السلبية. شرط أن تكون تلك المعتقدات صحيحة وسليمة
- الجهد: أن تعمل ما بوسعك.
- المرونة: أن تكون راغبًا في تغيير خططك عند الضرورة.
- المبادرة: أن تعمل شيئًا بإرادتك الحرة لأنه يلزم عمله.
- التنظيم: أن تخطط وترتب وتنفذ بطريقة منظمة، وأن تجعل الأشياء مرتبة وجاهزة للاستخدام.
- الصبر: أن تنتظر شخصًا ما أو شيئًا ما بهدوء.
- المثابرة: أن تبقى منهمكًا في شيء ما.
- حل المشكلات: أن تبتكر حلولًا للمواقف الصعبة والمشكلات اليومية.

## المسؤولية في الأديان

### الإسلام
جاء ذكر المسؤولية في القرآن في آيات عديدة؛ منها:
- ﴿أَفَحَسِبْتُمْ أَنَّمَا خَلَقْنَاكُمْ عَبَثًا وَأَنَّكُمْ إِلَيْنَا لَا تُرْجَعُونَ ۝١١٥﴾ [المؤمنون:115].
- ﴿أَيَحْسَبُ الْإِنْسَانُ أَنْ يُتْرَكَ سُدًى ۝٣٦﴾ [القيامة:36].
- ﴿وَقِفُوهُمْ إِنَّهُمْ مَسْئُولُونَ ۝٢٤﴾ [الصافات:24].
- ﴿هَذَا كِتَابُنَا يَنْطِقُ عَلَيْكُمْ بِالْحَقِّ إِنَّا كُنَّا نَسْتَنْسِخُ مَا كُنْتُمْ تَعْمَلُونَ ۝٢٩﴾ [الجاثية:29].

من مبادئ الإسلام أنّه قصر المسؤولية على المسؤول وحده، فلا يؤخذ بريء بجريمة مذنب، ولا يشترك أهل المذنب فيما اقترفت يد المذنب، أو نسب إليه: جاء في القرآن:
- ﴿تِلْكَ أُمَّةٌ قَدْ خَلَتْ لَهَا مَا كَسَبَتْ وَلَكُمْ مَا كَسَبْتُمْ وَلَا تُسْأَلُونَ عَمَّا كَانُوا يَعْمَلُونَ ۝١٣٤﴾ [البقرة:134].
- ﴿قُلْ لَا تُسْأَلُونَ عَمَّا أَجْرَمْنَا وَلَا نُسْأَلُ عَمَّا تَعْمَلُونَ ۝٢٥﴾ [سبأ:25].
- ﴿وَلَا تَزِرُ وَازِرَةٌ وِزْرَ أُخْرَى وَإِنْ تَدْعُ مُثْقَلَةٌ إِلَى حِمْلِهَا لَا يُحْمَلْ مِنْهُ شَيْءٌ وَلَوْ كَانَ ذَا قُرْبَى إِنَّمَا تُنْذِرُ الَّذِينَ يَخْشَوْنَ رَبَّهُمْ بِالْغَيْبِ وَأَقَامُوا الصَّلَاةَ وَمَنْ تَزَكَّى فَإِنَّمَا يَتَزَكَّى لِنَفْسِهِ وَإِلَى اللَّهِ الْمَصِيرُ ۝١٨﴾ [فاطر:18].
- ﴿وَلَا تَقْتُلُوا النَّفْسَ الَّتِي حَرَّمَ اللَّهُ إِلَّا بِالْحَقِّ وَمَنْ قُتِلَ مَظْلُومًا فَقَدْ جَعَلْنَا لِوَلِيِّهِ سُلْطَانًا فَلَا يُسْرِفْ فِي الْقَتْلِ إِنَّهُ كَانَ مَنْصُورًا ۝٣٣﴾ [الإسراء:33].
- ﴿فَوَرَبِّكَ لَنَسْأَلَنَّهُمْ أَجْمَعِينَ ۝٩٢﴾ [الحجر:92].
- ﴿وَلَا تَقْرَبُوا مَالَ الْيَتِيمِ إِلَّا بِالَّتِي هِيَ أَحْسَنُ حَتَّى يَبْلُغَ أَشُدَّهُ وَأَوْفُوا بِالْعَهْدِ إِنَّ الْعَهْدَ كَانَ مَسْئُولًا ۝٣٤ وَأَوْفُوا الْكَيْلَ إِذَا كِلْتُمْ وَزِنُوا بِالْقِسْطَاسِ الْمُسْتَقِيمِ ذَلِكَ خَيْرٌ وَأَحْسَنُ تَأْوِيلًا ۝٣٥ وَلَا تَقْفُ مَا لَيْسَ لَكَ بِهِ عِلْمٌ إِنَّ السَّمْعَ وَالْبَصَرَ وَالْفُؤَادَ كُلُّ أُولَئِكَ كَانَ عَنْهُ مَسْئُولًا ۝٣٦﴾ [الإسراء:34–36].
- ﴿وَكُلَّ إِنْسَانٍ أَلْزَمْنَاهُ طَائِرَهُ فِي عُنُقِهِ وَنُخْرِجُ لَهُ يَوْمَ الْقِيَامَةِ كِتَابًا يَلْقَاهُ مَنْشُورًا ۝١٣ اقْرَأْ كِتَابَكَ كَفَى بِنَفْسِكَ الْيَوْمَ عَلَيْكَ حَسِيبًا ۝١٤ مَنِ اهْتَدَى فَإِنَّمَا يَهْتَدِي لِنَفْسِهِ وَمَنْ ضَلَّ فَإِنَّمَا يَضِلُّ عَلَيْهَا وَلَا تَزِرُ وَازِرَةٌ وِزْرَ أُخْرَى وَمَا كُنَّا مُعَذِّبِينَ حَتَّى نَبْعَثَ رَسُولًا ۝١٥﴾ [الإسراء:13–15].
- ﴿أَفَحَسِبْتُمْ أَنَّمَا خَلَقْنَاكُمْ عَبَثًا وَأَنَّكُمْ إِلَيْنَا لَا تُرْجَعُونَ ۝١١٥ فَتَعَالَى اللَّهُ الْمَلِكُ الْحَقُّ لَا إِلَهَ إِلَّا هُوَ رَبُّ الْعَرْشِ الْكَرِيمِ ۝١١٦﴾ [المؤمنون:115–116].
- ﴿كُلُّ نَفْسٍ بِمَا كَسَبَتْ رَهِينَةٌ ۝٣٨ إِلَّا أَصْحَابَ الْيَمِينِ ۝٣٩ فِي جَنَّاتٍ يَتَسَاءَلُونَ ۝٤٠ عَنِ الْمُجْرِمِينَ ۝٤١﴾ [المدثر:38–41].

وجاء عن الرسول محمد قوله: «كلكم راع وكلكم مسؤول عن رعيته، الإمام راعٍ ومسؤول عن رعيته، والرجل راعٍ في أهله وهو مسؤول عن رعيته، والمرأة راعيةٌ في بيت زوجها ومسؤولة عن رعيتها، والخادم راعٍ في مال سيده ومسؤول عن رعيته».

### المسيحية
- في الإنجيل: «فمن يعرف أن يعمل حسنًا، ولا يعمل، فذلك خطية له».[2]

## اقرأ أيضًا
- المسؤولية الصارمة